# Calobates flagellatus
Calobates flagellatus är en kvalsterart som först beskrevs av Choi 1994.  Calobates flagellatus ingår i släktet Calobates och familjen Oripodidae. Inga underarter finns listade.